# Мехди Хусејн
Мехди Али оглу Хусејнов – познат под псеудонимом Мехди Хусејн (аз.: Mehdi Hüseyn; 17. април 1909 — 10. март 1965) био је азерски и совјетски писац и критичар.

## Биографија

### Рани живот и образовање
Мехди је рођен 17. априла 1909. године у Казашком рејону, Азербејџан. Са седам година похађао је сеоску школу, у којој се предавало на руском језику. Године 1920. уписао је педагошку техничку школу и следеће године отишао у Комсомол (Свесавезни лењински комунистички савез омладине). дипломирао је историју на државном универзитету у Бакуу 1930. године, а 1936. студирао је на институту за кинематографију у Москви.

### Дела
Хусејн је своју прву приповетку „Стригање оваца” написао последње године у средњој школи, а објављена је 1926. Његове раније приче описују азербејџанско село постреволуционарних година и борбу против патријархалних и феудалних односа. Његови списи садрже тему социјалистичке реконструкције азербејџанског села. Написао је и прву историјску приповест азербејџанског „Комесар“ (1942) о Мешадију Азизбејову.
Нека дела:
- „Поплава” – роман, (1933-1936)
- „Тарлан“ – наратив, (1940, познат и као „Борба“ 1956)
- „Комесар“ – наратив, (1942)
- „Позив” – наратив, (1943)
- „Свануће“ – наратив, (1950)
- „Абшерон“ – роман, (1947)
- „Црне стене“ – роман, (1957)
- „Јутро“ – историјски роман, (1-2 део, 1950-1953)[3]

### Признање и награде
Био је председник Савеза писаца ССР Азербејџана, секретар Савеза писаца СССР. Мехди Хусејн је преминуо 10. марта 1965. године и сахрањен је у Алеји части.
Додељена му је Стаљинова награда трећег степена (1950) – за роман „Абшерон“
Улица у имишлинском рејону носи његово име.